# Marine Corps Brevet Medal
La Medaglia Brevetto del Corpo dei Marines (in inglese: Marine Corps Brevet Medal), nota anche come Medaglia Brevetto (in inglese: Brevet Medal), era una decorazione militare del Corpo dei Marines degli Stati Uniti. 

## Istituzione della medaglia
La medaglia venne creata nel 1921 in seguito all'ordine numero 26 del Corpo dei Marines. La decorazione era un'emissione una tantum e riconosceva retroattivamente gli ufficiali viventi del Corpo dei Marines che avevano ricevuto un grado di brevetto. 
Le promozioni dei brevetti furono utilizzate in qualche modo dalle forze armate degli Stati Uniti dal 1775 fino a quando furono interrotte nel 1900. L'esercito fu l'unico ramo autorizzato a concedere brevetti fino al 1814, quando al Corpo dei Marines fu concesso lo stesso privilegio. In 86 anni, il Corpo dei Marines ha assegnato 121 promozioni di brevetto a 100 ufficiali del Corpo dei Marines. Il capitano Anthony Gale fu il primo a ricevere una promozione di brevetto nel 1814 e John Twiggs Myers, che morì nel 1952, fu l'ultimo destinatario sopravvissuto.
Nel 1921, il comandante John A. Lejeune chiese che fosse autorizzata una medaglia brevetto del Corpo dei Marines. Dopo essere stata approvata e creata, la decorazione è stata assegnata agli ultimi 20 ufficiali viventi del Corpo dei Marines che ricevettero promozioni di brevetto.

## Promozioni brevetti
Una promozione di brevetto, o brevetto, è l'avanzamento di grado senza avanzamento nel grado di retribuzione o nella posizione. In genere, a un ufficiale brevettato verrebbero fornite le insegne del grado brevettato ma non la paga o l'autorità formale. Le promozioni dei brevetti furono originariamente autorizzate per l'esercito degli Stati Uniti nel 1775 dal Secondo Congresso Continentale. Nel 1778 venne approvata una risoluzione secondo la quale i brevetti sarebbero stati autorizzati solo "...agli ufficiali di linea o in caso di servizi molto eminenti...".
Il Corpo dei Marines non ricevette l'autorizzazione dal Congresso per le promozioni di brevetto fino al 1814, affermando "... Che il Presidente è con la presente autorizzato a conferire il grado di brevetto a quegli ufficiali del Corpo dei Marines che si distingueranno per azioni galanti e condotta meritoria o che hanno servito dieci anni in qualsiasi grado...".
Nel 1814 Anthony Gale divenne il primo marine a ricevere una promozione di brevetto quando fu brevettato a Maggiore, dopo essere stato Capitano per dieci anni. Quando la pratica delle promozioni di brevetto fu interrotta nel 1900, erano state concesse 121 promozioni di brevetto furono a 100 ufficiali del Corpo dei Marines.
Nel XIX e all'inizio del XX secolo, le promozioni di brevetti erano comuni nelle forze armate degli Stati Uniti. I nuovi ufficiali ricevevano il grado di brevetto fino a quando le posizioni autorizzate non venivano rese disponibili, oppure potevano essere brevettati per ricoprire posizioni più elevate per galanteria. Durante la guerra civile americana, la maggior parte degli ufficiali superiori ricevettero una promozione per brevetto, in particolare durante gli ultimi mesi di guerra.
A causa dell'istituzione della Medal of Honor e del cambiamento delle regole che consentivano sia agli ufficiali che agli arruolati di riceverla, la necessità di promozioni per brevetti diminuì. Durante la guerra civile americana, l'esercito usò l'emissione di promozioni di brevetto a tal punto che il Congresso approvò un atto nel 1869 che limitava l'emissione di promozioni di brevetto. L'atto stabiliva tre requisiti per l'assegnazione di un brevetto: "potevano essere conferiti solo in tempo di guerra e solo per condotta distinta e servizio pubblico in presenza del nemico, e rimuoveva anche tutti i privilegi di comando basati sul grado di brevetto tranne quelli diretto dal Presidente."
Nel 1870 il Congresso approvò una legge che stabiliva che nessun ufficiale poteva indossare, né farsi rivolgere da esso, il grado di brevetto, rendendo le promozioni di brevetto solo una decorazione onoraria. A causa di questa nuova legge le ultime nove promozioni di brevetto assegnate dal Corpo dei Marines si sono verificate durante la Ribellione dei Boxer. Il 7 giugno 1921, il segretario della Marina Edwin Denby approvò la richiesta dell'allora comandante John A. Lejeune per il rilascio di una medaglia che indicasse il titolare di una promozione di brevetto. L'ordine n. 26 del Corpo dei Marines fu emesso il 27 giugno 1921, autorizzando l'ordinazione della medaglia e entro il 10 novembre 1921 le medaglie furono create. Questa decorazione fu giustificata con il fatto che, fino al 1915, gli ufficiali del Corpo dei Marines non potevano beneficiare della medaglia d'onore.
Nel 1940 il Corpo dei Marines dichiarò obsoleta la Medaglia Brevetto; la medaglia non fu mai più emessa. Il concetto di commissioni di brevetto fu gradualmente eliminato dalle forze armate degli Stati Uniti e fu sostituito da promozioni temporanee e sul campo, che venivano assegnate più frequentemente dei gradi di brevetto.
L'assegnazione della medaglia è stata approvata per ventitré uomini, tre dei quali sono morti prima di poter ricevere questo premio. Dei venti destinatari, tre erano titolari sia della Medaglia Brevetto del Corpo dei Marines che della Medaglia d'Onore.

## Descrizione e simbolismo
La Marine Corps Brevet Medal era considerata l'equivalente della Navy Cross, anche se in precedenza si colloca appena dietro la Medal of Honor. I destinatari della medaglia avevano ricevuto incarichi sul campo come ufficiali del Corpo dei Marines, in condizioni di combattimento, e avevano compiuto imprese di distinzione e servizio valoroso. Inizialmente, la medaglia Brevet si classificava dietro la medaglia al servizio distinto della Marina ed è stata rilasciata a 23 membri del personale del Corpo dei Marines attivo, in pensione e in congedo.
La medaglia è stata disegnata dal sergente Joseph Alfred Burnett e conteneva un nastro, in scarlatto dell'USMC, che somigliava molto al motivo stellato bianco e blu della medaglia d'onore. Nessun dispositivo collegato per la Medaglia Brevetto è stato autorizzato.

### Dritto della medaglia
La medaglia è costituita da una croce patente di bronzo, con il centro di ciascun braccio esteso a forma semicircolare e al centro del davanti c'è la parola "BREVET", circondata dalle parole "UNITED STATES MARINE CORPS". Una piccola stella a cinque punte, rivolta verso l'alto, si trova in basso al centro del cerchio formato dall'iscrizione e una piccola insegna del Corpo dei Marines (aquila, globo e ancora) fissa la medaglia al suo anello di sospensione.

### Rovescio della medaglia
Il retro della medaglia è semplice tranne che al centro, che contiene l'iscrizione "PER CONDOTTO DISTINGUITO" in un cerchio e le parole "IN PRESENZA DI NEMICO" al centro. Le medaglie originali non erano né nominate né numerate.

## Destinatari
| Immagine | Destinatario           | Grado brevettato a | Data per l'azione | Luogo di azione           | Note |
| -------- | ---------------------- | ------------------ | ----------------- | ------------------------- | --- |
| —        | Philip M. Bannon       | Primo tenente      | 13 giugno 1898    | Baia di Guantánamo, Cuba  | "Per la condotta distinta durante la guerra ispano-americana" |
|          | Smedley D. Butler      | Capitano           | 13 luglio 1900    | Tientsin, Cina            | "Per condotta distinta e servizio pubblico in presenza del nemico il 13 luglio 1900, durante la ribellione dei Boxer ". Uno dei tre a ricevere sia la Medaglia Brevetto che la Medal of Honor. Uno dei diciannove a ricevere la Medal of Honor due volte. |
| —        | Carl Gamborg-Andresen  | Capitano           | 13 luglio 1900    | Tientsin, Cina            | "Per condotta distinta e servizio pubblico in presenza del nemico durante la Ribellione dei Boxer" |
| —        | Newt H. Hall           | Maggiore           | 14 agosto 1900    | Pechino, Cina             | "Per condotta distinta in presenza del nemico durante la Ribellione dei Boxer" |
| —        | Allan C. Kelton        | Maggiore           | 3 luglio 1898     | Baia di Guantánamo, Cuba  | "Per condotta distinta e servizio pubblico in presenza del nemico durante la guerra ispano-americana" |
|          | Charles G. Long        | Capitano           | 11 giugno 1898    | Baia di Guantánamo, Cuba  | "Per condotta distinta e servizio pubblico in presenza del nemico durante la guerra ispano-americana" |
| —        | Lewis C. Lucas         | Capitano           | 13 giugno 1898    | Baia di Guantánamo, Cuba  | "Per condotta cospicua in battaglia durante la guerra ispano-americana" |
|          | James E. Mahoney       | Capitano           | 11 giugno 1898    | Baia di Guantánamo, Cuba  | "Per condotta distinta e servizio pubblico in presenza del nemico durante la guerra ispano-americana" |
|          | Charles L. McCawley    | Maggiore           | 11 giugno 1898    | Baia di Guantánamo, Cuba  | "Per condotta distinta e servizio pubblico in presenza del nemico durante la guerra ispano-americana" |
| —        | William N. McKelvy Sr. | Capitano           | 11 giugno 1898    | Baia di Guantánamo, Cuba  | "Per condotta distinta e servizio pubblico in presenza del nemico durante la guerra ispano-americana" |
|          | Paul St. Clair Murphy  | Maggiore           | 3 luglio 1898     | Santiago, Cuba            | "Per il servizio valoroso nella battaglia navale di Santiago, Cuba durante la guerra ispano-americana" |
|          | John Twiggs Myers      | Maggiore           | 20 luglio 1900    | Pechino, Cina             | "Per condotta distinta in presenza del nemico nella difesa delle legazioni durante la Ribellione dei Boxer" |
|          | Wendell C. Neville     | Capitano           | 13 giugno 1898    | Baia di Guantánamo, Cuba  | "Per una condotta cospicua in battaglia durante la guerra ispano-americana". Uno dei tre a ricevere sia la Medaglia Brevetto che la Medal of Honor. |
|          | Percival C. Pope       | Capitano           | 8 settembre 1863  | Fort Sumter               | "Per il servizio valoroso e meritorio nell'attacco notturno a Fort Sumter durante la Guerra Civile" |
|          | David D. Porter        | Capitano           | 8 ottobre 1899    | Novaleta, Isole Filippine | "Per condotta distinta e servizio pubblico in presenza del nemico durante l'insurrezione filippina". Uno dei tre a ricevere sia la Medaglia Brevetto che la Medal of Honor.                                                                               |
| —        | William G. Powell      | Capitano           | 21 giugno 1900    | Tientsin, Cina            | "Per condotta distinta e servizio pubblico in presenza del nemico durante la ribellione dei Boxer" |
|          | George Richards        | Tenente colonnello | 13 luglio 1900    | Tientsin, Cina            | "Per condotta distinta in presenza del nemico durante la Ribellione dei Boxer" |
| —        | Melville J. Shaw       | Primo tenente      | 11 giugno 1898    | Baia di Guantánamo, Cuba  | "Per condotta distinta e servizio pubblico in presenza del nemico durante la guerra ispano-americana" |
| —        | George C. Thorpe       | Capitano           | 8 ottobre 1899    | Novaleta, Isole Filippine | "Per condotta distinta e servizio pubblico in presenza del nemico durante l'insurrezione filippina" |
|          | Littleton Waller       | Tenente colonnello | 13 luglio 1900    | Tientsin, Cina            | "Per condotta distinta e servizio pubblico in presenza del nemico durante la ribellione dei Boxer" È l'unico marine ad aver ricevuto sia la Medaglia Brevetto che la Medaglia per Servizio Specialmente Meritorio della Marina.                           |

### Destinatari approvati morti prima dell'assegnazione della medaglia
| Immagine | Destinatario       | Grado brevettato a                     | Data per l'azione                          | Luogo di azione                                                  | Note |
| -------- | ------------------ | -------------------------------------- | ------------------------------------------ | ---------------------------------------------------------------- | --- |
|          | James Forney       | Capitano; Maggiore; Tenente colonnello | 24 aprile 1862; Luglio 1864; 15 marzo 1870 | Forti Jackson e San Filippo Ponte della polvere da sparo Formosa | "Per servizi valorosi e meritori nell'attacco ai forti Jackson e St. Philip" "Per i servizi meritori nello sconfiggere un raid ribelle al Gunpowder Bridge" "Per servizi valorosi e meritori nell'azione con i selvaggi a Formosa" |
|          | Louis J. Magill    | Primo tenente Capitano                 | 13 giugno 1898                             | Baia di Guantánamo, Cuba                                         | "Per il buon senso e la galanteria nella battaglia di Guantánamo, a Cuba" |
|          | Albert S. McLemore | Capitano                               | 6 novembre 1898                            | Baia di Guantánamo, Cuba                                         | "Per condotta distinta" |